# Ato Boldon Stadium
Ato Boldon Stadium – wielofunkcyjny stadion sportowy położony w Trynidadzie i Tobago w mieście Couva. Został zbudowany i otwarty w 2001 roku z myślą o Mistrzostwach Świata U-17 w piłce nożnej, których po raz pierwszy gospodarzem był Trynidad i Tobago. Ceremonia otwarcia stadionu odbyła się 24 lipca, na której pojawili się m.in. ówczesny minister sportu Manohar Ramsaran oraz były wiceprezydent FIFA Jack Austin Warner.
Stadion ten nazwano na cześć Ato Boldona - pochodzącego z Trynidadu i Tobago wielokrotnego medalisty mistrzostw świata oraz Igrzysk Olimpijskich.
W 2010 roku na tej arenie rozgrywano również mecze w ramach Mistrzostw Świata U-17 w piłce nożnej kobiet.